# Capnia montivaga
Capnia montivaga är en bäcksländeart som beskrevs av Douglas E. Kimmins 1947. Capnia montivaga ingår i släktet Capnia och familjen småbäcksländor. Inga underarter finns listade i Catalogue of Life.